# Hugo Budinger
Hugo Budinger (Düsseldorf, 10 de junho de 1927 – Köln, 7 de outubro de 2017) foi um jogador alemão de hóquei em campo que competiu nos Jogos Olímpicos de Verão de 1952, nos Jogos Olímpicos de Verão de 1956 e nos Jogos Olímpicos de Verão de 1960. 